# Pálmonostora
Pálmonostora es un pueblo ubicado en el distrito de Kiskunfélegyháza, en el condado de Bács-Kiskun, Hungría.

## Superficie
Posee una superficie de 53,28 kilómetros cuadrados.

## Demografía
Hasta 2019 la población era de 1788 habitantes, con una densidad de población de 33,56 habitantes por kilómetro cuadrado.